# Francesco Bartolozzi

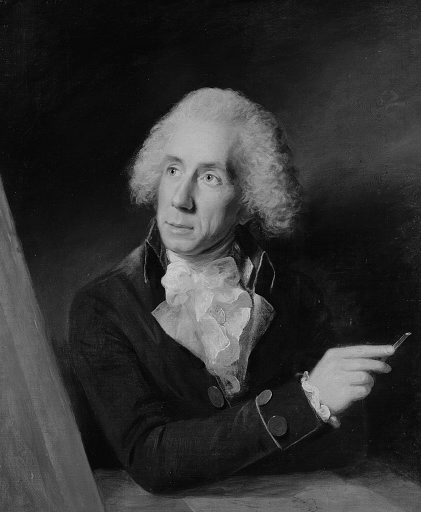
Francesco Bartolozzi, oljemålning av Lemuel Francis Abbott.

Francesco Bartolozzi, född 1728 och död 1815, var en italiensk kopparstickare, verksam i Venedig, London och Lissabon.
Bartolozzi var en av de främsta utövarna av punktmaneret, vilket han förde till högsta fulländning. Hans teknik utmärker sig för stor mjukhet, och hans färggravyrer är högt skattade. I senare verk förföll han till massproduktion, varvid hans många elever utförde det mesta arbetet. Bartolozzi är representerad vid bland annat Nationalmuseum.